# مجموعة أبراج
كانت مجموعة أبراج شركة أسهم خاصة تعمل في الست قارات. تأسست الشركة من قبل رجل الأعمال الباكستاني عارف نقفي ومقرها في دبي ، الإمارات العربية المتحدة .

## التاريخ
تأسست مجموعة أبراج في عام 2002 من قبل رجل الأعمال الباكستاني عارف نقفي برأس مال قدره 3 ملايين دولار أمريكي. في أبريل 2015 ، أغلقت الشركة صندوقاً بقيمة 990 مليون دولار أمريكي جنوب الصحراء الكبرى ، وهو الثالث في المنطقة وفقًا للشركة. بالاقتران مع 375 مليون دولار تم جمعها في أغسطس 2015 لصندوق يركز على شمال إفريقيا،  يمنح الصندوقان أبراج ما يقل قليلاً عن 1.4 مليار دولار أمريكي للاستثمار في إفريقيا، وهو مبلغ قياسي تم جمعه في عام واحد.
في يوليو 2016 ، أعلنت الشركة أنها جمعت 526 مليون دولار للاستثمارات في تركيا من خلال صندوق أبراج التركي. أطلقت أبراج أيضًا الصندوق الصحي لأسواق أبراج للنمو بقيمة مليار دولار لإنشاء أنظمة بيئية صحية ميسورة التكلفة ومتاحة للوسطى. والمجتمعات ذات الدخل المنخفض في أفريقيا جنوب الصحراء وجنوب آسيا.
في عام 2018 تعرضت الشركة بسبب الاضطرابات،  كما تم الكشف عن أن العديد من الشركاء المحدودين بما في ذلك مؤسسة غيتس يحققون سوء استخدام للأموال المستثمرين وتعيين مدقق حسابات لتتبع الأموال. أدى ذلك إلى رحيل المدير المالي  وكذلك الرئيس التنفيذي لتسليم دوره في أعمال الصندوق .
تعرضت أبراج لخسارة بلغت 188 مليون دولار للأشهر التسعة حتى نهاية شهر مارس، حيث بلغت ديون أبراج 1.1 مليار دولار، بما في ذلك 501.4 مليون دولار للدائنين غير المضمونين و 572.4 مليون دولار للدائنين المضمونين. في أبريل 2019 ، تم اعتقال مدير ثالث هو سيف فيتيفيتبيللاي.
في يوليو 2019 ، بعد تحقيق دام 18 شهرًا، فرضت هيئة دبي للخدمات المالية غرامة قدرها 315 مليون دولار على أبراج لخداع المستثمرين، وإساءة استخدام أموال المستثمرين لتغطية نفقات التشغيل، والقيام بأنشطة غير مصرح بها. وتأتي الغرامة بعد اتهام عارف نقفي في يونيو الماضي وغيره من كبار المسؤولين التنفيذيين من قبل المدعين العامين الأمريكيين بتهمة الاحتيال على المستثمرين. تزعم الولايات المتحدة أنه، مع تدهور الوضع المالي للشركة، أمر نقفي الإدارة باستخدام أموال المستثمرين لتغطية تكاليف الرواتب والتمويل، وكذلك اختلس شخصياً أكثر من 250 مليون دولار أمريكي.

## روابط خارجية
- الموقع الرسمي